# Ulrike Heider
Ulrike Heider (* 1947 in Frankfurt am Main) ist eine deutsche Schriftstellerin.

## Leben
Ulrike Heider wuchs in Frankfurt am Main auf und studierte dort Politik und Germanistik. 1978 wurde sie an der J.-W.- Goethe-Universität Frankfurt promoviert. Von 1976 bis 1982 war sie Lehrbeauftragte an der Gesamthochschule Kassel und der J.-W.-Goethe-Universität Frankfurt. 1988 zog sie nach New York und war Visiting Scholar an der Columbia University.
Seither lebt Ulrike Heider als freie Schriftstellerin in Berlin und New York. Sie veröffentlichte Bücher, Essays und Radiosendungen zu den Themen Schüler- und Studentenbewegung, Anarchismus, afroamerikanische Politik und Sexualität. Der autobiographische Roman Keine Ruhe nach dem Sturm kann als authentischer Beitrag zur Geschichte der 68er-Bewegung gelten.

## Veröffentlichungen

### Bücher
- Schülerprotest in der Bundesrepublik Deutschland. Suhrkamp, Frankfurt am Main 1984, ISBN 3-518-11158-2.
- als Herausgeberin: Sadomasochisten, Keusche und Romantiker. Vom Mythos neuer Sinnlichkeit. Rowohlt, Reinbek bei Hamburg 1986, ISBN 3-499-17979-2.
- Der arme Teufel. Robert Reitzel. Vom Vormärz zum Haymarket. Elster, Bühl-Moos 1986, ISBN 3-89151-033-0.
- Die Narren der Freiheit. Karin Kramer, Berlin 1992, ISBN 3-87956-182-6.
- Anarchism – Left, Right, and Green. Übersetzt von Danny Lewis und Ulrike Bode. City Lights, San Francisco 1994, ISBN 0872862895.
- Schwarzer Zorn und weisse Angst – Reisen durch Afroamerika. Fischer, Frankfurt am Main, 1996, ISBN 3-596-12344-5.
- Keine Ruhe nach dem Sturm. Rogner & Bernhard bei Zweitausendeins, Hamburg 2001, ISBN 3-8077-0202-4. Neuausgabe: Bertz+Fischer, Berlin 2018, ISBN 978-3-86505-259-9.
- Vögeln ist schön – Die Sexrevolte von 1968 und was von ihr bleibt. Rotbuch, Berlin 2014, ISBN 978-3-86789-196-7.
- Die Leidenschaft der Unschuldigen – Liebe und Begehren in der Kindheit. Dreizehn Erinnerungen. Bertz + Fischer, Berlin 2015, ISBN 978-3-86505-243-8.
- Der Schwule und der Spießer. Provokation, Sex und Poesie in der Schwulenbewegung. Bibliothek rosa Winkel, Bd. 76. Männerschwarm, Berlin 2019, ISBN 978-3-86300-076-9.
- Die grausame Lust. Sadomasochismus als Ideologie. Schmetterling Verlag, Stuttgart, 1. Auflage 2023, ISBN 3-89657-033-1.

### Essays und Artikel (Auswahl)
- Frauenbewegt zurück zum anderen Geschlecht. Psychologie Heute Spezial, 1987
- Der seltsame Tanz um die Pornographie. Psychologie Heute, April 1987
- Protestbewegung und Sexrevolte. taz, August 1988
- Eine Nation vor Gott. Die amerikanischen Intellektuellen im Golfkrieg. Kursbuch 105, September 1991
- Im Zeichen des Dollars. Kapitalismus und Kitsch. Die Schriftstellerin Ayn Rand trifft den amerikanischen Zeitgeist. Die Zeit, September 1992
- Weißer Rassismus und schwarzer Separatismus in den USA. Kursbuch 113, September 1993
- Der Mann mit der Mistgabel. Enthüllungsjournalismus in den USA. Kursbuch 125, September 1996
- Heimlich Wohnen – Eine Geschichte über das schwierige Leben New Yorker Künstler, die von Europa träumen. Berliner Zeitung, Magazin Nr. 222, 22./23. September 2007
- Michel Foucault – Die Abschaffung der Sexualität zugunsten der Religion. Jahrbuch Sexualitäten 2016, herausgegeben von Initiative Queer Nations, Göttingen 2016
- Moralischer Rigorismus. Junge Welt, 7. Juli 2016
- Am Ende der Utopie. Junge Welt, 20. September 2016
- Sexueller Missbrauch, Pädophilie und die Unschuld der Kinder. Zeitschrift für Sexualforschung, Heft 3, September 2016
- Der Traum vom anderen Leben. Junge Welt, 17. Januar 2018

### Radiofeatures (Auswahl)
- Die aufrühren, die da unten sind – Goldy und Paul Parin. Deutschlandfunk 1988
- Trotz alledem – Ein Moralist – Der Sprachforscher Noam Chomsky. Deutschlandfunk 1991
- Eine Reise nach Mississippi – Die Wiederkehr des schwarzen Nationalismus in den USA. Deutschlandfunk 1995
- Die furchtbare Wahrheit – Michael Moore. Deutschlandfunk 2004
- Der Schwule und die Spießer. Deutschlandradio Kultur 2007, Norddeutscher Rundfunk 2013 (nominiert für den Felix-Rexhausen-Preis 2008[1])
- Die Leidenschaft der Unschuldigen. Deutschlandfunk 2008